# 大平村 (千葉県)
大平村（おおひらむら）は、千葉県山武郡（武射郡）にかつて存在した村である。
現在の山武市の東部にあたる。山武市立大平小学校などにその名をとどめる。

## 沿革
- 1889年（明治22年）4月1日 - 町村制施行に伴い、借毛本郷村、広根村、下野村、折戸村、下之郷村、高富村、木刀村、本柏村、武野里村が合併して武射郡大平村が発足。
- 1897年（明治30年）4月1日 - 山辺郡、武射郡が統合されて山武郡となる。
- 1955年（昭和30年）2月1日 - 松尾町、豊岡村と合併し、改めて松尾町を新設。同日大平村廃止。
- 2006年（平成18年）3月27日 - 松尾町が成東町、山武町、蓮沼村と合併し、山武市を新設。